# Dor oncológica
A dor oncológica pode ser causada por um tumor que comprime ou se infiltra em partes próximas do corpo; por tratamentos e procedimentos de diagnóstico; ou por alterações na pele, nos nervos e outras alterações causadas por um desequilíbrio hormonal ou resposta imunológica. A maior parte da dor crônica (de longa duração) é causada pela doença e a maior parte da dor aguda (de curto prazo) é causada pelo tratamento ou por procedimentos de diagnóstico. Entretanto, a radioterapia, a cirurgia e a quimioterapia podem produzir condições dolorosas que persistem por muito tempo após o término do tratamento.
A presença de dor depende principalmente da localização do câncer e do estágio da doença. Em qualquer momento, cerca de metade de todas as pessoas diagnosticadas com câncer maligno sente dor, e dois terços das pessoas com câncer avançado sentem dor de tal intensidade que afeta negativamente o sono, o humor, as relações sociais e as atividades da vida diária.
Com um tratamento competente, a dor oncológica pode ser eliminada ou bem controlada em 80% a 90% dos casos, mas quase 50% dos pacientes com câncer no mundo desenvolvido recebem menos do que o tratamento ideal. Em todo o mundo, quase 80% das pessoas com câncer recebem pouca ou nenhuma medicação para dor. A dor do câncer em crianças e em pessoas com deficiências intelectuais também é relatada como sendo subtratada.
Diretrizes para o uso de medicamentos no tratamento da dor do câncer foram publicadas pela Organização Mundial da Saúde (OMS) e outras. Os profissionais de saúde têm a obrigação ética de garantir que, sempre que possível, o paciente ou seu responsável esteja bem informado sobre os riscos e benefícios associados às opções de tratamento da dor. O tratamento adequado da dor pode, às vezes, encurtar ligeiramente a vida de uma pessoa que está morrendo.

## Dor
A dor é classificada como aguda (de curto prazo) ou crônica (de longo prazo). A dor crônica pode ser contínua, com aumentos ocasionais e acentuados de intensidade (crises), ou intermitente: períodos de ausência de dor intercalados com períodos de dor. Apesar de a dor ser bem controlada por medicamentos de ação prolongada ou por outros tratamentos, ocasionalmente podem ocorrer crises; isso é chamado de dor de ruptura e é tratado com analgésicos de ação rápida.
A maioria das pessoas com dor crônica percebe dificuldades de memória e atenção. Testes psicológicos objetivos constataram problemas de memória, atenção, capacidade verbal, flexibilidade mental e velocidade de raciocínio. A dor também está associada ao aumento da depressão, da ansiedade, do medo e da raiva. A dor persistente reduz a função e a qualidade de vida em geral, além de ser desmoralizante e debilitante para a pessoa que sente dor e para aqueles que cuidam dela.
A intensidade da dor é diferente de seu caráter desagradável. Por exemplo, é possível, por meio da psicocirurgia e de alguns tratamentos medicamentosos, ou por sugestão (como na hipnose e no placebo), reduzir ou eliminar o desconforto da dor sem afetar sua intensidade.
Às vezes, a dor causada em uma parte do corpo pode parecer vir de outra parte do corpo. Isso é chamado de dor referida.
A dor oncológica pode ser produzida por estimulação mecânica (por exemplo, beliscão) ou química (por exemplo, inflamação) de terminações nervosas especializadas em sinalização de dor encontradas na maioria das partes do corpo (chamada de dor nociceptiva) ou pode ser causada por nervos doentes, danificados ou comprimidos, caso em que é chamada de dor neuropática. A dor neuropática geralmente é acompanhada de outras sensações, como alfinetadas e agulhadas.
A descrição do próprio paciente é a melhor medida da dor; geralmente, ele é solicitado a estimar a intensidade em uma escala de 0 a 10 (sendo 0 a ausência de dor e 10 a pior dor que já sentiu). Alguns pacientes, no entanto, podem não conseguir dar feedback verbal sobre a dor. Nesses casos, é preciso confiar em indicadores fisiológicos, como expressões faciais, movimentos corporais e vocalizações, como gemidos.

## Causa
Cerca de 75% da dor oncológica é causada pela própria doença; a maior parte do restante é causada por procedimentos de diagnóstico e tratamento.

### Relacionadas ao tumor
Os tumores causam dor por tecidos comprimidos ou infiltrados, infecção ou inflamação, ou liberando substâncias químicas que tornam dolorosos os estímulos normalmente não dolorosos.
A invasão do osso pelo câncer é a fonte mais comum de dor oncológica. Geralmente é sentida como sensibilidade, com dor de fundo constante e casos de exacerbação espontânea ou relacionada ao movimento, e é frequentemente descrita como grave. As fraturas de costela são comuns em cânceres de mama, próstata e outros cânceres com metástases de costela.
O sistema vascular pode ser afetado por tumores sólidos. Entre 15 e 25% das tromboses venosas profundas são causadas por câncer (geralmente por um tumor que comprime uma veia) e podem ser o primeiro indício da presença de câncer. Ela causa inchaço e dor nas pernas, especialmente na panturrilha, e (raramente) nos braços. A veia cava superior (uma veia grande que leva o sangue circulante e desoxigenado para o coração) pode ser comprimida por um tumor, causando a síndrome da veia cava superior, que pode causar dor na parede torácica, entre outros sintomas.
Quando os tumores comprimem, invadem ou inflamam partes do sistema nervoso (como o cérebro, a medula espinhal, os nervos, os gânglios ou o plexo), eles podem causar dor e outros sintomas. Embora o tecido cerebral não contenha sensores de dor, os tumores cerebrais podem causar dor ao pressionar os vasos sanguíneos ou a membrana que encapsula o cérebro (as meninges), ou indiretamente ao causar um acúmulo de líquido (edema) que pode comprimir o tecido sensível à dor.
A dor causada pelo câncer de órgãos, como o estômago ou o fígado (dor visceral), é difusa e difícil de localizar, e muitas vezes é referida a locais mais distantes, geralmente superficiais. A invasão de tecidos moles por um tumor pode causar dor por estimulação inflamatória ou mecânica dos sensores de dor, ou destruição de estruturas móveis, como ligamentos, tendões e músculos esqueléticos.
A dor produzida pelo câncer na pelve varia de acordo com o tecido afetado. Ela pode aparecer no local do câncer, mas frequentemente se irradia difusamente para a parte superior da coxa e pode se referir à parte inferior das costas, à genitália externa ou ao períneo.

### Procedimentos de diagnóstico
Alguns procedimentos diagnósticos, como a punção lombar (veja cefaleia pós-punção dural), a punção venosa, a paracentese e a toracocentese podem ser dolorosos.

### Relacionados ao tratamento

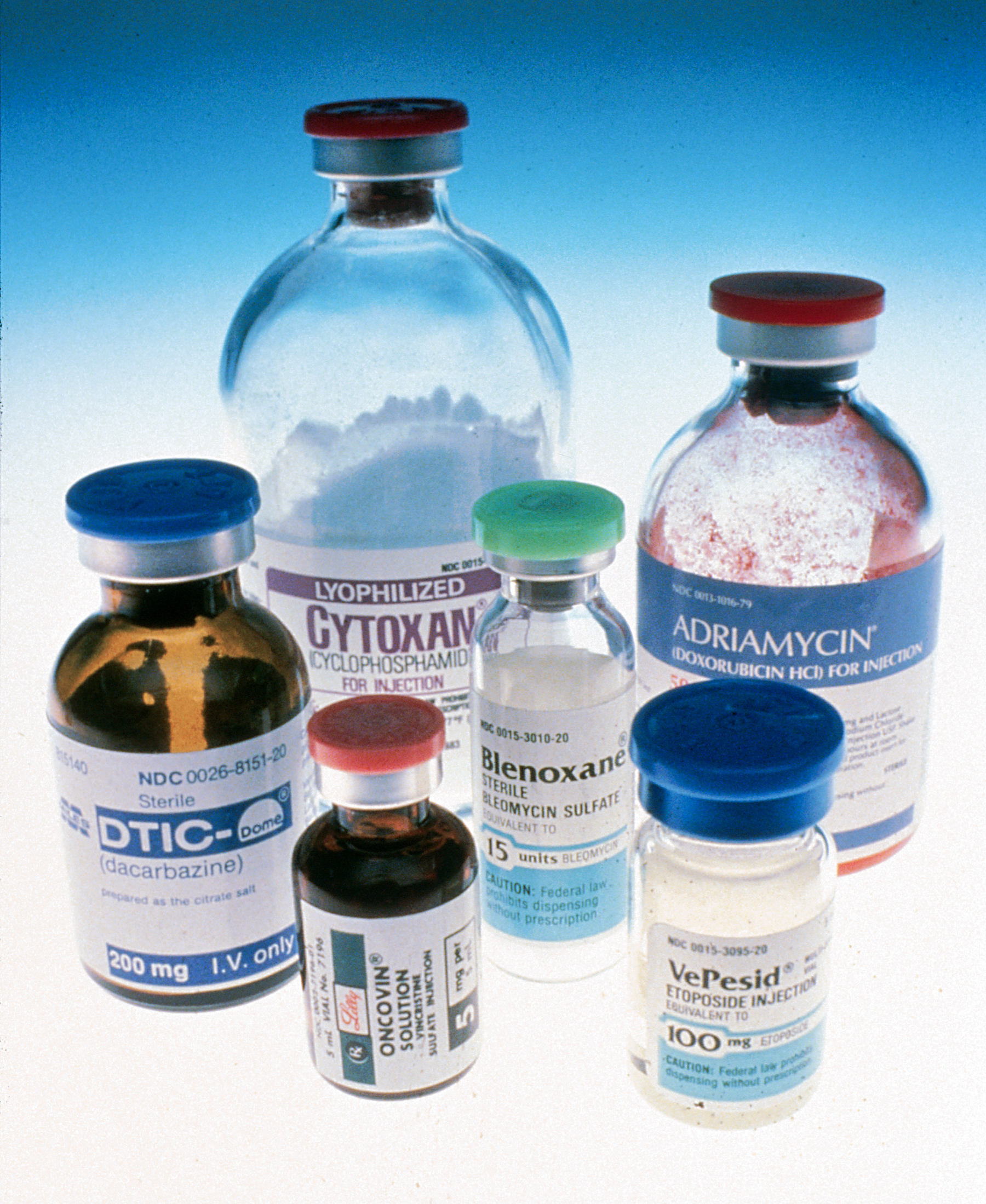
Medicamentos de quimioterapia.

Os tratamentos de câncer potencialmente dolorosos incluem:
- imunoterapia, que pode produzir dores articulares ou musculares;
- radioterapia, que pode causar reações cutâneas, enterite, fibrose, mielopatia, necrose óssea, neuropatia ou plexopatia;
- quimioterapia, frequentemente associada à neuropatia periférica induzida por quimioterapia, mucosite, dor nas articulações, dor muscular e dor abdominal devido à diarreia ou constipação;
- terapia hormonal, que às vezes causa crises de dor;
- terapias direcionadas, com uso de trastuzumabe e o rituximabe, que podem causar dores musculares, articulares ou no peito;
- inibidores da angiogênese, como o bevacizumabe, que às vezes causam dor óssea;
- cirurgia, que pode causar dor pós-operatória, dor pós-amputação ou mialgia do assoalho pélvico.

### Infecção
As alterações químicas associadas à infecção de um tumor ou de seu tecido circundante podem causar um rápido aumento da dor, mas a infecção às vezes é ignorada como uma possível causa. Um estudo descobriu que a infecção era a causa da dor em quatro por cento de quase 300 pessoas com câncer que foram encaminhadas para alívio da dor. Outro relatório descreveu sete pessoas com câncer, cuja dor, antes bem controlada, aumentou significativamente ao longo de vários dias. O tratamento com antibióticos produziu alívio da dor em todas elas em três dias.

## Tratamento
O tratamento da dor oncológica tem como objetivo aliviar a dor com o mínimo de efeitos adversos do tratamento, permitindo que a pessoa tenha uma boa qualidade de vida e um bom nível de função e uma morte relativamente indolor. Embora 80 a 90% da dor do câncer possa ser eliminada ou bem controlada, quase metade de todas as pessoas com dor oncológica no mundo desenvolvido e mais de 80% das pessoas com câncer em todo o mundo recebem menos do que o tratamento ideal.
O câncer muda com o tempo, e o tratamento da dor precisa refletir isso. Vários tipos diferentes de tratamento podem ser necessários à medida que a doença progride. Os responsáveis pelo tratamento da dor devem explicar claramente ao paciente a causa da dor e as várias possibilidades de terapia, e devem considerar, além do recurso medicamentoso, a modificação direta da doença subjacente, o aumento do limiar da dor, a interrupção, a destruição ou a estimulação das vias da dor e a sugestão de modificação do estilo de vida. O alívio do sofrimento psicológico, social e espiritual é um elemento-chave no tratamento eficaz da dor.
Uma pessoa cuja dor não pode ser bem controlada deve ser encaminhada a um especialista ou clínica de cuidados paliativos ou de tratamento da dor.

### Psicológico

#### Estratégias de enfrentamento
A maneira como uma pessoa reage à dor afeta a intensidade da dor (moderadamente), o grau de incapacidade que ela experimenta e o impacto da dor em sua qualidade de vida. As estratégias empregadas pelas pessoas para lidar com a dor oncológica incluem pedir a ajuda de outras pessoas; persistir nas tarefas apesar da dor; distração; repensar ideias mal-adaptativas; e oração ou ritual.
Algumas pessoas com dor tendem a se concentrar e a exagerar o significado ameaçador da dor e a avaliar sua própria capacidade de lidar com a dor como ruim. Essa tendência é chamada de "catastrofização". Os poucos estudos realizados até agora sobre catastrofização na dor oncológica sugerem que ela está associada a níveis mais altos de dor e sofrimento psicológico. Em um estudo, pessoas com dor oncológica que aceitam que a dor persistirá e, mesmo assim, são capazes de se envolver em uma vida significativa, eram menos suscetíveis à catastrofização e à depressão. Em dois estudos, verificou-se que pessoas com dor oncológica que têm objetivos claros e a motivação e os meios para atingir esses objetivos apresentam níveis muito mais baixos de dor, fadiga e depressão.
As pessoas com dor oncológica que estão confiantes na compreensão de sua condição e do tratamento, e confiantes em sua capacidade de (a) controlar seus sintomas, (b) colaborar com sucesso com seus cuidadores informais e (c) comunicar-se de forma eficaz com os prestadores de serviços de saúde apresentam melhores resultados em relação à dor. Portanto, os médicos devem tomar medidas para incentivar e facilitar a comunicação eficaz e devem considerar a intervenção psicossocial.

#### Intervenções psicossociais
As intervenções psicossociais afetam a quantidade de dor sentida e o grau em que ela interfere na vida diária; e a Academia Nacional de Medicina dos Estados Unidos e a Sociedade Americana da Dor apoiam a inclusão de cuidados psicossociais especializados e de qualidade controlada como parte do tratamento da dor oncológica. As intervenções psicossociais incluem educação (abordando, entre outras coisas, o uso correto de medicamentos analgésicos e a comunicação eficaz com os médicos) e treinamento de habilidades de enfrentamento (mudança de pensamentos, emoções e comportamentos por meio de treinamento em habilidades como resolução de problemas, relaxamento, distração e reestruturação cognitiva). A educação pode ser mais útil para pessoas com câncer em estágio I e seus cuidadores, e o treinamento de habilidades de enfrentamento pode ser mais útil nos estágios II e III.
O ajuste de uma pessoa ao câncer depende vitalmente do apoio de sua família e de outros cuidadores informais, mas a dor pode perturbar seriamente essas relações interpessoais, portanto, as pessoas com câncer e os terapeutas devem considerar o envolvimento da família e de outros cuidadores informais em intervenções terapêuticas psicossociais especializadas e de qualidade controlada.

### Medicamentoso
As diretrizes da OMS recomendam a administração oral imediata de medicamentos quando a dor ocorre, começando, se a pessoa não estiver sentindo dor intensa, com medicamentos não opioides, como paracetamol, dipirona, anti-inflamatórios não esteroides ou inibidores seletivos da COX-2. Em seguida, se o alívio completo da dor não for alcançado ou se a progressão da doença exigir um tratamento mais agressivo, opioides leves, como codeína, dextropropoxifeno, dihidrocodeína ou tramadol, são adicionados ao regime não opioide existente. Se isso for insuficiente ou se tornar insuficiente, os opioides leves são substituídos por opioides mais fortes, como a morfina, enquanto se continua com a terapia não opioide, aumentando a dose de opioide até que a pessoa não sinta dor ou até que se obtenha o máximo alívio possível sem efeitos colaterais intoleráveis.
Se a apresentação inicial for de dor oncológica grave, esse processo de escalonamento deve ser ignorado e um opioide forte deve ser iniciado imediatamente em combinação com um analgésico não opioide. No entanto, uma revisão da Cochrane de 2017 constatou que não há evidências de alta qualidade para apoiar ou refutar o uso de anti-inflamatórios não esteroides (AINE) sozinhos ou em combinação com opioides para os três degraus da escada de três passos da OMS para dor oncológica e que há evidências de qualidade muito baixa de que algumas pessoas com dor oncológica moderada ou grave podem obter níveis substanciais de benefício dentro de uma ou duas semanas.
Alguns autores contestam a validade do segundo degrau (opioides leves) e, apontando para sua maior toxicidade e baixa eficácia, argumentam que os opioides leves poderiam ser substituídos por pequenas doses de opioides fortes (com a possível exceção do tramadol devido à sua eficácia demonstrada na dor oncológica, sua especificidade para a dor neuropática e suas baixas propriedades sedativas e menor potencial de depressão respiratória em comparação com os opioides convencionais).
Mais da metade das pessoas com câncer avançado e dor oncológica precisam de opioides fortes, e esses, em combinação com medicamentos não opioides para dor, podem produzir analgesia aceitável em 70 a 90% dos casos. A morfina é eficaz no alívio da dor oncológica, embora a oxicodona apresente tolerabilidade e efeito analgésico superiores, embora o custo possa limitar seu valor em determinados sistemas de saúde. Os efeitos colaterais de náusea e constipação raramente são graves o suficiente para justificar a interrupção do tratamento. A sedação e o comprometimento cognitivo geralmente ocorrem com a dose inicial ou com um aumento significativo na dosagem de um opioide forte, mas melhoram após uma ou duas semanas de dosagem consistente. O tratamento antiemético e laxante deve ser iniciado concomitantemente com opioides fortes, para neutralizar a náusea e a constipação habituais. A náusea normalmente se resolve após duas ou três semanas de tratamento, mas os laxantes precisarão ser mantidos de forma agressiva. A buprenorfina é outro opioide com algumas evidências de sua eficácia, mas apenas evidências de baixa qualidade comparando-a com outros opioides.
Os analgésicos não devem ser tomados "sob demanda", mas "por hora" (a cada 3-6 horas), com cada dose administrada antes que a dose anterior tenha passado, em doses suficientemente altas para garantir o alívio contínuo da dor. As pessoas que tomam morfina de liberação lenta também devem receber morfina de liberação imediata ("resgate") para usar quando necessário, para picos de dor (dor disruptiva) que não são suprimidos pela medicação regular.
A analgesia oral é o modo mais barato e simples de administração. Outras vias de administração, como sublingual, tópica, transdérmica, parenteral, retal ou espinhal, devem ser consideradas se a necessidade for urgente ou em caso de vômito, dificuldade de deglutição, obstrução do trato gastrointestinal, má absorção ou coma. As evidências atuais sobre a eficácia dos adesivos transdérmicos de fentanil no controle da dor oncológica crônica são fracas, mas eles podem reduzir as queixas de constipação em comparação com a morfina oral.
Doenças hepáticas e renais podem afetar a atividade biológica dos analgésicos. Quando pessoas com diminuição da função hepática ou renal são tratadas com opioides orais, elas devem ser monitoradas quanto à possível necessidade de reduzir a dose, aumentar os intervalos de dosagem ou mudar para outros opioides ou outros modos de administração. O benefício dos anti-inflamatórios não esteroides deve ser ponderado em relação aos riscos gastrointestinais, cardiovasculares e renais.
Nem toda dor cede completamente aos analgésicos clássicos, e medicamentos que não são tradicionalmente considerados analgésicos, mas que reduzem a dor em alguns casos, como esteroides ou bifosfonatos, podem ser empregados concomitantemente com analgésicos em qualquer estágio. Antidepressivos tricíclicos, antiarrítmicos de classe I ou anticonvulsivantes são os medicamentos de escolha para a dor neuropática. Esses adjuvantes são uma parte comum dos cuidados paliativos e são usados por até 90% das pessoas com câncer quando se aproximam da morte. Muitos adjuvantes apresentam um risco significativo de complicações graves.
A redução da ansiedade pode reduzir o incômodo da dor, mas é menos eficaz para dores moderadas e graves. Como os ansiolíticos, como os benzodiazepínicos e os tranquilizantes maiores, aumentam a sedação, eles só devem ser usados para tratar ansiedade, depressão, distúrbios do sono ou espasmos musculares.

### Intervencionista
Se o regime analgésico e adjuvante recomendado acima não aliviar adequadamente a dor, há opções adicionais disponíveis.

#### Radiação
A radioterapia é usada quando o tratamento medicamentoso não está conseguindo controlar a dor de um tumor em crescimento, como na metástase óssea (mais comum), na penetração de tecidos moles ou na compressão de nervos sensoriais. Muitas vezes, doses baixas são adequadas para produzir analgesia, que se acredita ser devida à redução da pressão ou, possivelmente, à interferência na produção de substâncias químicas que promovem a dor pelo tumor. Radiofármacos que têm como alvo tumores específicos têm sido usados para tratar a dor de doenças metastáticas. O alívio pode ocorrer em uma semana após o tratamento e pode durar de dois a quatro meses.

#### Bloqueio neurolítico
Um bloqueio neurolítico é a lesão deliberada de um nervo pela aplicação de produtos químicos (nesse caso, o procedimento é chamado de "neurólise") ou agentes físicos, como congelamento ou aquecimento ("neurotomia"). Essas intervenções causam degeneração das fibras do nervo e interferência temporária na transmissão dos sinais de dor. Nesses procedimentos, a fina camada protetora ao redor da fibra nervosa, a lâmina basal, é preservada de modo que, à medida que uma fibra danificada se regenera, ela viaja dentro de seu tubo de lâmina basal e se conecta com a extremidade solta correta, e a função pode ser restaurada. O corte cirúrgico de um nervo rompe esses tubos da lâmina basal e, sem eles para canalizar as fibras que voltam a crescer para suas conexões perdidas, pode ocorrer o desenvolvimento de um neuroma doloroso. É por isso que o neurolítico é preferível ao bloqueio cirúrgico.
Um breve bloqueio de "ensaio" usando anestésico local deve ser tentado antes do bloqueio neurolítico real, para determinar a eficácia e detectar efeitos colaterais. O objetivo desse tratamento é a eliminação da dor ou a redução da dor até o ponto em que os opioides possam ser eficazes. Embora o bloqueio neurolítico não tenha estudos de resultados de longo prazo e diretrizes baseadas em evidências para seu uso, para pessoas com câncer progressivo e dor incurável, ele pode desempenhar um papel essencial.

#### Corte ou destruição do tecido nervoso

Seção transversal da medula espinhal mostrando a coluna dorsal e os tratos espinotalâmicos anterolaterais

Atualmente, o corte cirúrgico ou a destruição do tecido nervoso periférico ou central é raramente usado no tratamento da dor. Os procedimentos incluem neurectomia, cordotomia, lesão da zona de entrada da raiz dorsal e cingulotomia.
O corte ou a remoção de nervos (neurectomia) é usado em pessoas com dor oncológica que têm expectativa de vida curta e que não são adequadas para a terapia medicamentosa devido à ineficácia ou intolerância. Como os nervos geralmente carregam fibras sensoriais e motoras, o comprometimento motor é um possível efeito colateral da neurectomia. Um resultado comum desse procedimento é a "dor de desaferentação", em que, de 6 a 9 meses após a cirurgia, a dor retorna com maior intensidade.
A cordotomia envolve o corte das fibras nervosas que sobem pelo quadrante frontal/lateral (anterolateral) da medula espinhal, levando sinais de calor e dor ao cérebro.
A dor do tumor de Pancoast foi tratada de forma eficaz com a lesão da zona de entrada da raiz dorsal - destruição de uma região da medula espinhal onde os sinais de dor periférica cruzam para as fibras da medula espinhal; essa é uma cirurgia de grande porte que traz o risco de efeitos colaterais neurológicos significativos.
A cingulotomia envolve o corte de fibras nervosas no cérebro. Ela reduz o desconforto da dor (sem afetar sua intensidade), mas pode ter efeitos colaterais cognitivos.

#### Hipofisectomia
A hipofisectomia é a destruição da glândula pituitária e reduziu a dor em alguns casos de dor metastática do câncer de mama e de próstata.

Seção transversal da medula espinhal mostrando a cavidade subaracnóidea, a dura-máter e as raízes do nervo espinhal, incluindo o gânglio da raiz dorsal.

##### Bomba intratecal
Uma bomba intratecal externa ou implantável infunde um anestésico local como a bupivacaína e/ou um opioide como a morfina e/ou o ziconotide e/ou algum outro analgésico não opioide como a clonidina (atualmente, apenas a morfina e o ziconotide são os únicos agentes aprovados pela Food and Drug Administration dos EUA para analgesia intratecal) diretamente no espaço cheio de fluido (a cavidade subaracnóidea) entre a medula espinhal e sua bainha protetora, proporcionando analgesia aprimorada com efeitos colaterais sistêmicos reduzidos. Isso pode reduzir o nível de dor em casos intratáveis.

##### Cateter peridural de longa duração
A camada externa da bainha que envolve a medula espinhal é chamada de dura-máter. Entre ela e as vértebras circundantes está o espaço epidural, preenchido com tecido conjuntivo, gordura e vasos sanguíneos e atravessado pelas raízes nervosas espinhais. Um cateter epidural de longa duração pode ser inserido nesse espaço por três a seis meses para administrar anestésicos ou analgésicos. A linha que transporta o medicamento pode ser enfiada sob a pele para emergir na parte da frente da pessoa, um processo chamado de "tunelamento", recomendado com o uso de longo prazo para reduzir a chance de qualquer infecção no local de saída atingir o espaço peridural.

#### Estimulação da medula espinhal
A estimulação elétrica das colunas dorsais da medula espinhal pode produzir analgesia. Primeiro, os eletrodos são implantados, guiados por fluoroscopia e feedback do paciente, e o gerador é usado externamente por vários dias para avaliar a eficácia. Se a dor for reduzida em mais da metade, a terapia é considerada adequada. Uma pequena bolsa é cortada no tecido sob a pele da parte superior das nádegas, da parede torácica ou do abdômen, e os eletrodos são enfiados sob a pele do local de estimulação até a bolsa, onde são conectados ao gerador de encaixe confortável. Parece ser mais útil com a dor neuropática e isquêmica do que com a dor nociceptiva, mas as evidências atuais são muito fracas para recomendar seu uso no tratamento da dor oncológica.

### Medicina complementar e alternativa
Devido à baixa qualidade da maioria dos estudos de medicina complementar e alternativa no tratamento da dor oncológica, não é possível recomendar a integração dessas terapias no tratamento da dor do câncer. Há evidências fracas de um benefício modesto da hipnose; os estudos de massagem terapêutica produziram resultados mistos e nenhum encontrou alívio da dor após 4 semanas; os resultados do Reiki e da terapia de toque foram inconclusivos; a acupuntura, o tratamento mais estudado, não demonstrou nenhum benefício como analgésico adjunto na dor oncológica; as evidências da musicoterapia são ambíguas; e algumas intervenções com ervas, como PC-SPES, viscos e Serenoa repens, são conhecidas por serem tóxicas para algumas pessoas com câncer. As evidências mais promissoras, embora ainda fracas, são as intervenções mente-corpo, como biofeedback e técnicas de relaxamento.

### Barreiras ao tratamento
Apesar da publicação e da disponibilidade imediata de diretrizes simples e eficazes de tratamento da dor baseadas em evidências da Organização Mundial da Saúde (OMS) e de outras organizações, muitos prestadores de serviços médicos não compreendem bem os principais aspectos do tratamento da dor, incluindo avaliação, dosagem, tolerância, dependência e efeitos colaterais, e muitos não sabem que a dor pode ser bem controlada na maioria dos casos. No Canadá, por exemplo, os veterinários recebem cinco vezes mais treinamento em dor do que os médicos e três vezes mais treinamento do que os enfermeiros. Os médicos também podem subtratar a dor por medo de serem auditados por um órgão regulador.
Os problemas institucionais sistêmicos no tratamento da dor incluem falta de recursos para o treinamento adequado dos médicos, restrições de tempo, falha no encaminhamento de pessoas para o tratamento da dor no ambiente clínico, reembolso inadequado do seguro para o tratamento da dor, falta de estoques suficientes de medicamentos para dor em áreas mais pobres, políticas governamentais desatualizadas sobre o tratamento da dor oncológica e regulamentações governamentais e institucionais excessivamente complexas ou restritivas sobre a prescrição, o fornecimento e a administração de medicamentos opioides.
As pessoas com câncer podem não relatar a dor devido aos custos do tratamento, à crença de que a dor é inevitável, à aversão aos efeitos colaterais do tratamento, ao medo de desenvolver dependência ou tolerância, ao medo de distrair o médico do tratamento da doença, ou ao medo de mascarar um sintoma importante para monitorar o progresso da doença. As pessoas podem relutar em tomar o medicamento adequado para a dor porque não têm conhecimento do prognóstico ou podem não estar dispostas a aceitar o diagnóstico. A falha em relatar a dor ou a relutância equivocada em tomar o medicamento para a dor pode ser superada por meio de orientação sensível.

## Epidemiologia
A dor é sentida por 53% de todas as pessoas diagnosticadas com câncer maligno, 59% das pessoas que recebem tratamento anticâncer, 64% das pessoas com doença metastática ou em estágio avançado e 33% das pessoas após a conclusão do tratamento curativo. As evidências sobre a prevalência de dor em câncer recém-diagnosticado são escassas. Um estudo encontrou dor em 38% das pessoas recém-diagnosticadas, outro descobriu que 35% dessas pessoas haviam sentido dor nas duas semanas anteriores, enquanto outro relatou que a dor era um sintoma inicial em 18% a 49% dos casos. Mais de um terço das pessoas com dor oncológica descrevem a dor como moderada ou grave.
Os tumores primários nos seguintes locais estão associados a uma prevalência relativamente alta de dor:
- Cabeça e pescoço (67% a 91%)
- Próstata (56% a 94%)
- Útero (30% a 90%)
- Sistema geniturinário (58% a 90%)
- Mama (40% a 89%)
- Pâncreas (72% a 85%)
- Esôfago (56% a 94%)

É provável que todas as pessoas com mieloma múltiplo avançado ou sarcoma avançado sintam dor.

## Considerações legais e éticas
O Pacto Internacional sobre Direitos Econômicos, Sociais e Culturais obriga as nações signatárias a disponibilizar o tratamento da dor para as pessoas dentro de suas fronteiras como um dever do direito humano à saúde. O fato de não se tomar medidas razoáveis para aliviar o sofrimento das pessoas com dor pode ser visto como uma falha na proteção contra tratamentos desumanos e degradantes, de acordo com o artigo 5 da Declaração Universal dos Direitos Humanos. O direito a cuidados paliativos adequados foi afirmado pela Suprema Corte dos EUA em dois casos, Vacco v. Quill e Washington v. Glucksberg, que foram decididos em 1997. Esse direito também foi confirmado na lei estatutária, como no artigo 22 do Código de Negócios e Profissões da Califórnia, e em outros precedentes de jurisprudência em tribunais de circuito e em outros tribunais de revisão nos EUA. A Lei de Tratamento Médico de 1994 do Território da Capital Australiana declara que um "paciente sob os cuidados de um profissional de saúde tem o direito de receber alívio da dor e do sofrimento na medida máxima que for razoável nas circunstâncias".
Os pacientes e seus responsáveis devem ser informados sobre os riscos graves e os efeitos colaterais comuns dos tratamentos para dor. O que parece ser um risco ou dano obviamente aceitável para um profissional pode ser inaceitável para a pessoa que precisa assumir esse risco ou experimentar o efeito colateral. Por exemplo, pessoas que sentem dor ao se movimentar podem estar dispostas a abrir mão de opioides fortes para ficarem alertas durante os períodos sem dor, enquanto outras escolheriam sedação 24 horas por dia para não sentir dor. O prestador de cuidados não deve insistir em um tratamento que alguém rejeita e não deve fornecer um tratamento que ele acredita ser mais prejudicial ou mais arriscado do que os possíveis benefícios podem justificar.
Alguns pacientes - especialmente os que estão em estado terminal - podem não querer se envolver na tomada de decisões sobre o tratamento da dor e podem delegar essas escolhas a seus provedores de tratamento. A participação do paciente em seu tratamento é um direito, não uma obrigação, e, embora o envolvimento reduzido possa resultar em um tratamento da dor abaixo do ideal, essas escolhas devem ser respeitadas.
À medida que os profissionais médicos se tornam mais bem informados sobre a relação interdependente entre dor física, emocional, social e espiritual, e sobre o benefício demonstrado para a dor física com o alívio dessas outras formas de sofrimento, eles podem se sentir inclinados a questionar o paciente e a família sobre os relacionamentos interpessoais. A menos que a pessoa tenha solicitado essa intervenção psicossocial - ou pelo menos consentido livremente com esse questionamento - isso seria uma intromissão eticamente injustificável nos assuntos pessoais do paciente (análogo ao fornecimento de medicamentos sem o consentimento informado do paciente).
A obrigação de um profissional da área médica de aliviar o sofrimento pode ocasionalmente entrar em conflito com a obrigação de prolongar a vida. Se uma pessoa com doença terminal preferir não sentir dor, apesar de um alto nível de sedação e do risco de encurtar sua vida, ela deve receber o alívio da dor desejado (apesar do custo da sedação e de uma vida possivelmente um pouco mais curta). Quando a pessoa não puder se envolver nesse tipo de decisão, a lei e a profissão médica no Reino Unido permitem que o médico presuma que a pessoa preferiria não sentir dor e, portanto, o provedor pode prescrever e administrar analgesia adequada, mesmo que o tratamento possa apressar um pouco a morte. Considera-se que a causa subjacente da morte, nesse caso, é a doença e não o tratamento necessário da dor.
Uma justificativa filosófica para essa abordagem é o princípio do duplo efeito, em que, para justificar um ato que envolve tanto um efeito bom quanto um efeito ruim, são necessárias quatro condições:
- o ato deve ser bom em geral (ou, pelo menos, moralmente neutro)
- a pessoa que age deve pretender apenas o efeito bom, sendo o efeito ruim considerado um efeito colateral indesejado
- o efeito ruim não deve ser a causa do efeito bom
- o efeito bom deve superar o efeito ruim